# Tony Kanal
Tony Ashwin Kanal (Kingsbury, 27 agosto 1970) è un bassista, tastierista e produttore discografico britannico naturalizzato statunitense.
È bassista, autore e compositore nella rock band statunitense No Doubt, di cui è membro dal 1987.

## Biografia
I suoi genitori, originari dell'India, si trasferiscono con Tony e suo fratello negli Stati Uniti e precisamente nella contea di Orange, nel sud della California quando lui aveva 11 anni. All'età di 12 anni compra il suo primo disco, Business as Usual dei Men at Work. Artisticamente si avvicina anche ai Mötley Crüe ed ai Duran Duran. Al liceo iniziò a suonare il basso e il suo insegnante, Dave Carpenter, faceva parte del gruppo No Doubt. Dopo un solo show, il gruppo fu costretto a cambiare il loro bassista e il prescelto fu proprio Kanal. Del gruppo facevano parte anche Gwen Stefani, suo fratello Eric e John Spence, che morì suicida circa un anno dopo la formazione della band, avvenuta nel 1986. A loro si unirono successivamente Adrian Young e Tom Dumont.
Nel 2004 scrive tre canzoni che fanno da colonna sonora per il film 50 volte il primo bacio, una delle quali è una reinterpretazione reggae della canzone Slave to Love di Bryan Ferry del 1985, interpretata da Elan Atias. Lo stesso anno collabora con Gwen Stefani per l'album Love. Angel. Music. Baby. registrando, co-scrivendo e remixando alcuni pezzi. Nel 2006 produce l'album di esordio della cantante reggae Elan Atias, intitolato Together as One.
Nel 2008 collabora con Pink alla stesura di due canzoni dell'album Funhouse, l'omonima traccia Funhouse in cui appare anche nel video della canzone e Sober.
Ha collaborato nuovamente con Gwen Stefani nell'album The Sweet Escape del 2006; nonché con i Gang of Four per Ether. Ha collaborato con la band ska Pepper nella canzone Rent, inclusa nell'album No Shame.
Alla fine del 2009 ha suonato il basso in un brano della cantante Kimberly Wyatt (ex Pussycat Dolls). Ha partecipato anche all'album degli Weezer Hurley (2010), co-scrivendo Smart Girls e suonando in sette tracce. Inoltre ha prodotto e suonato nel brano Kiss You Up (incluso in No Gravity, 2010) della cantante Shontelle.

### Vita privata
Vegano, ha avuto una relazione con Gwen Stefani durata sette anni, dal 1987 al 1994. Molte canzoni dei No Doubt, ma anche della Stefani come solista (Cool su tutte), alludono a questa relazione. Si è sposato con l'attrice americana Erin Lokitz, da cui ha avuto due figlie: Coco Reese Lakshmi, nata il 24 gennaio 2011 e Saffron Rose Kiran, nata il 22 novembre 2013.